# Izz ad-Din al-Qassam-brigaderna

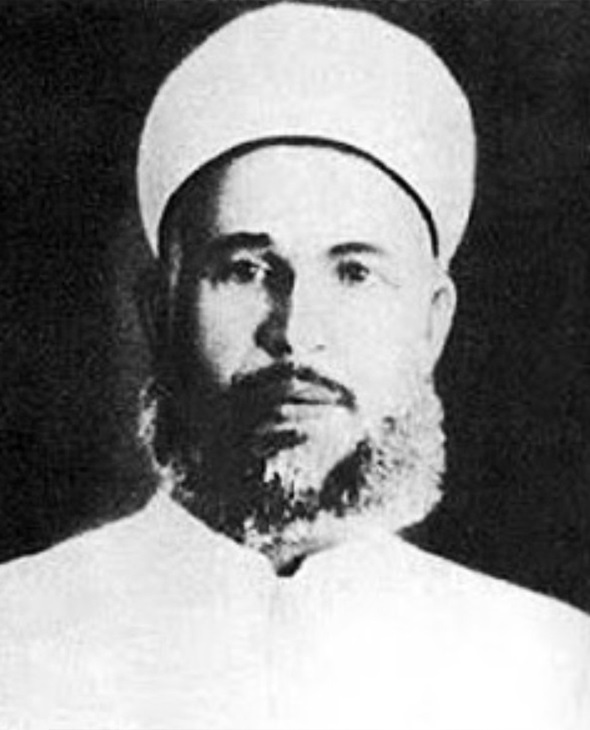
Izz ad-Din al-Qassam

Izz ad-Din al-Qassam-brigaderna, eller Qassambrigaderna, är den paramilitära grenen av den palestinska organisationen Hamas, med bas i Gaza. De har sitt namn efter den syriske muslimske predikanten Izz ad-Din al-Qassam (1882–1935), som ledde väpnat motstånd mot britterna och judiska bosättare i Palestinamandatet. 
Qassambrigaderna är, som en del av Hamas, listad av bland andra Europeiska unionen som en terroristorganisation.
Qassambrigaderna har varit engagerade i direkta markstrider i Gaza i krig med Israel 2008, 2014 och 2023.

## Historik
År 1984 började bland andra Ahmed Yassin (1936–2004), Ibrahim al-Makhadmeh (1952–2003) och Salah Shehade att förbereda grundandet av en väpnad organisation för att bekämpa Israels ockupation av Västbanken och Gaza. Gruppmedlemmar arresterades dock av israelerna och deras vapen beslagtogs.
År 1986 organiserade Salah Shehade ett nätverk av motståndsceller, som hade som mål israeliska soldater samt palestinier som bedömdes som förrädare. Nätverket fungerade till 1989.
Hamas grundades officiellt den 14 december 1987. Sommaren 1991, under första intifadan 1987–1994, hade Izz ad-Din al-Qassam–brigaderna formellt etablerats.
Vid utbrottet av andra intifadan 2000 blev organisationen ett centralt mål för Israel. Den organiserade ett antal celler på Västbanken, men flertalet av dem förstördes av Israels försvarsmakt fram till 2004. Däremot behöll Hamas en markant närvaro på Gazaremsan. 
I oktober 2001 avfyrade Hamas Qassambrigader sin första raket mot Israel.
Ett avgörande steg för att förvandla Qassambrigaderna från en löst organiserad milis till en strukturerad organisation togs 2004. Den israeliska försvarsmaktens dödande av de lokala ledarna Ahmad Yassin och Abdel Aziz al-Rantisi ledde till att beslutsmakten i Hamas överfördes till exilledare i Damaskus, vilket så småningom ledde till större inflytande av och finansiering från Iran och Hizbollah. Att anlägga och behärska ett omfattande tunnelsystem blev en primär inriktning för att kunna slå mot den israeliska försvarsmakten, som fram till 2005 var ockupationsmakt i Gaza.

### Attacken mot Israel oktober 2023
Brigadernas största operation var Attacken mot Israel oktober 2023, av Hamas kallad "Al-Aqsa Flood". Den inleddes på morgonen den 7 oktober 2023 med massiva missilattacker mot mål i Israel, genombrytande av gränsstängslet på flera platser och raider mot civila och militära mål i det då svagt försvarade gränsområdet. I attacken dödades 1 139 israeler, varav 373 militärer. Dessutom togs ca 250 israeler som gisslan och fördes till Gaza. Den israeliska försvarsmakten svarade med massiva flyg- och artilleriangrepp mot Gaza, följt av en markinvasion. I det efterföljande kriget mellan Hamas och Israel hade i mars 2025 cirka 50–70 000 personer dödats.

## Organisation
Antalet medlemmar är inte känt. Enligt CIA World Factbook har Qassambrigaderna 20 000–25 000 medlemmar. Enligt vissa bedömningar ska al-Quassim omfatta 27 000 soldater, varav 2 500 i elitenheterna, Nuhba.
Brigaderna leddes av Mohammed Deif under Hamas ledare i Gaza Yahya Sinwar. Deif dödades i ett Israeliskt flyganfall 2024. Andra ledare inkluderade Deifs närmaste man Marwan Issa och Ayman Nofal ("Abu Ahmad", 1974–2023), som dödades i en israelisk flygattack i oktober 2023.

## Kända medlemmar
- Mohammed Deif
- Yahya Sinwar
- Ahmad Yassin
- Yahya Ayash
- Adnan al-Ghoul
- Salah Shehade
- Ahmed Jabari
- Marwan Issa
- Ayman Nofal